# Chimère tachetée
Hydrolagus colliei
Pour les articles homonymes, voir Chimère.
Espèce
Statut de conservation UICN

 LC  : Préoccupation mineure
La chimère tachetée ou chimère d'Amérique (Hydrolagus colliei) est une espèce de poisson cartilagineux de la famille des Chimaeridae.
Un individu albinos a été signalé au début des années 2000, décrit par Reum & al. en 2008

## Distribution et habitat
La Chimère tachetée vit dans le nord-est de l'océan Pacifique, de la Basse-Californie à l'Alaska. Elle nage en général entre 50 et 400 mètres de profondeur. Selon les saisons, elle se déplace vers des eaux plus ou moins chaudes. Hydrolagus colliei peut être trouvée dans environnements sablonneux, boueux ou rocheux,.

## Description
La femelles mesure en général 97 cm de long. La peau de ces poissons est lisse et sans écaille, de couleur bronze argenté avec des nuances de bleu, d'or et de vert. Des taches blanches sont présentes sur leur dos, d'où le nom de cette espèce. Les nageoires pectorales sont triangulaires.
Une colonne vertébrale venimeuse est située sur leur nageoire dorsale. Elle peut provoquer des blessures douloureuses, mais ne présente pas de danger grave pour l'Homme. Elle est cependant connue pour tuer les phoques qui mangent ces poissons (pénétration de la colonne vertébrale dans les tissus vitaux de l'estomac ou de l'œsophage).
La queue de cette Chimère constitue presque la moitié de sa longueur totale. Son museau est court et arrondi, comme celui des lapins. La bouche contient de petites incisives dirigées vers l'avant de la mâchoire inférieure. Contrairement aux autres requins, la Chimère d'Amérique a des plaques dentaires extrêmement solides, qui lui permettent de broyer leurs proies. La mâchoire supérieure est fusionnée avec le crâne.
Ses yeux vert émeraude peuvent réfléchir la lumière, comme les yeux des chats.